# نظرية التخمير

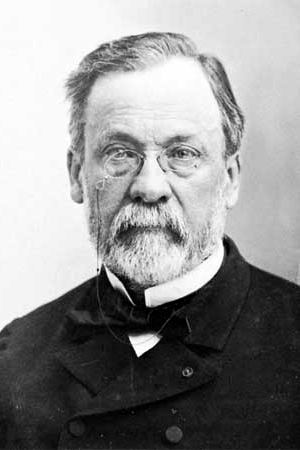
لويس باستور، محفوظات فوتوغرافية.

نظرية التخمير (بالإنجليزية: Fermentation theory) في الكيمياء الحيوية تُشير إلى الدراسة التاريخية لنماذج عمليات التخمير الطبيعية، وخاصة تخمر الإيثانول وحمض اللاكتيك، من بين المساهمين البارزين في النظرية بوستوس فون ليبيغ ولويس باستور، وقد طور لويس باستور أساسًا ميكروبيًا بحتًا لعملية التخمير بناءً على تجاربه، أدى عمل باستور على التخمير لاحقًا إلى تطويره لنظرية جرثومة المرض والتي وضعت مفهوم التوليد التلقائي للراحة. على الرغم من أن عملية التخمير قد استخدمت على نطاق واسع عبر التاريخ قبل أصل نظريات باستور السائدة إلا أن العمليات البيولوجية والكيميائية الأساسية لم تكن مفهومة تمامًا، في الوقت الحاضر يُستخدم التخمير في إنتاج المشروبات الكحولية المختلفة والمواد الغذائية والأدوية.

## نظرة عامة على التخمير

عملية التخمر.

التخمر هو عملية التمثيل الغذائي اللاهوائية التي تحول السكر إلى أحماض أو غازات أو كحول في البيئات المتعطشة للأكسجين، عادة ما تستخدم الخميرة والعديد من الميكروبات الأخرى التخمر لإجراء التنفس اللاهوائي الضروري للبقاء على قيد الحياة، حتى جسم الإنسان يقوم بعمليات التخمير من وقت لآخر مثل الجري لمسافات طويلة، يتراكم حمض اللاكتيك في العضلات على مدار مجهود طويل الأمد. داخل جسم الإنسان يعتبر حمض اللاكتيك ناتجًا ثانويًا للتخمير المنتج لـ أديتوسين ثلاثي الفوسفات، والذي ينتج الطاقة حتى يتمكن الجسم من الاستمرار في ممارسة الرياضة في المواقف التي لا يمكن فيها معالجة مدخول الأكسجين بالسرعة الكافية، على الرغم من أن التخمير ينتج عنه أقل من أديتوسين ثلاثي الفوسفات من التنفس الهوائي، إلا أنه يمكن أن يحدث بمعدل أعلى بكثير، استخدم البشر التخمير بوعي منذ حوالي 5000 قبل الميلاد كما يتضح من الجرار المستردة في منطقة جبال زاغروس الإيرانية التي تحتوي على بقايا ميكروبات مماثلة لتلك الموجودة في عملية صنع النبيذ.

## التاريخ
قبل بحث باستير حول التخمير كانت هناك بعض المفاهيم المتنافسة الأولية عنه، كان يوستوس فون ليبيغ أحد العلماء الذي كان له درجة كبيرة من التأثير على نظرية التخمير، يعتقد ليبيج أن التخمير كان إلى حد كبير عملية تحلل نتيجة تعرض الخميرة للهواء والماء. تم دعم هذه النظرية من خلال ملاحظة يوستوس فون ليبيغ أن المواد المتحللة الأخرى مثل أجزاء النبات والحيوان الفاسدة تتفاعل مع السكر بطريقة مماثلة مثل الخميرة، وهذا يعني أن تحلل المادة الزلالية (أي البروتينات القابلة للذوبان في الماء) تسبب في تحول السكر إلى كحول، اعتنق ليبيغ هذا الرأي حتى وفاته عام 1873، تم دعم نظرية مختلفة من قبل شارل كانيارد دي لا تور ومنظر الخلية ثيودور شوان الذي ادعى أن التخمير الكحولي يعتمد على العمليات البيولوجية التي تقوم بها خميرة البيرة.
بدأ اهتمام لويس باستور بالتخمير عندما لاحظ بعض الخصائص الرائعة للكحول الأميلي -وهو منتج ثانوي لحمض اللاكتيك وتخمير الكحول- خلال دراساته البيوكيميائية، على وجه الخصوص لاحظ باستير قدرته على «تدوير مستوى الضوء المستقطب» و «الترتيب غير المتماثل للذرات»، كانت هذه السلوكيات من سمات المركبات العضوية التي درسها باستير سابقًا ولكنها قدمت أيضًا عقبة أمام بحثه الخاص حول «قانون الارتباط النصف تامي»، كان باستير يحاول سابقًا استنباط روابط بين الهياكل الكيميائية للمواد والشكل الخارجي، ولم يتبع كحول الأميل النشط بصريًا توقعاته وفقًا لـ «القانون» المقترح، بحث باستير عن سبب حدوث هذا الاستثناء ولماذا تم إنشاء مثل هذا المركب الكيميائي أثناء عملية التخمير في المقام الأول، في سلسلة من المحاضرات في وقت لاحق في عام 1860 حاول باستير ربط النشاط البصري وعدم التناسق الجزيئي بالأصول العضوية للمواد، مؤكداً أنه لا توجد عمليات كيميائية قادرة على تحويل المواد المتماثلة (غير العضوية) إلى مواد غير متماثلة (عضوية)، ومن ثم فإن ملاحظة كحول الأميل قدمت بعض الدوافع الأولى ة لتفسير بيولوجي للتخمير.
في عام 1856 تمكن باستير من رصد الميكروبات المسؤولة عن التخمر الكحولي تحت المجهر كأستاذ للعلوم في جامعة ليلي، وفقًا لأسطورة نشأت في سيرة باستور التي صدرت عام 1900 طلب أحد طلاب الكيمياء التابع له - صاحب مصنع كحول الشمندر في ليلي- المساعدة منه بعد عام غير ناجح من التخمير، أجرى باستير تجارب في المصنع لمراقبة عملية التخمير ملاحظًا أن كريات الخميرة أصبحت ممدودة بعد تكوين حمض اللاكتيك ولكنها مستديرة وممتلئة عندما كان الكحول يتخمر بشكل صحيح.
في ملاحظة مختلفة قام باستير بفحص الجزيئات التي نشأت على كروم العنب تحت المجهر وكشف عن وجود خلايا حية، أدى ترك هذه الخلايا مغمورة في عصير العنب إلى تخمير كحولي نشط، قدمت هذه الملاحظة دليلاً على إنهاء التمييز بين التخمير «الاصطناعي» في النبيذ والتخمير «الحقيقي» في منتجات الخميرة. كان التمييز غير الصحيح السابق نابعًا جزئيًا من حقيقة أنه يجب إضافة الخميرة إلى نبتة البيرة من أجل إثارة التخمير الكحولي المرغوب، في حين أن محفزات التخمير للنبيذ تحدث بشكل طبيعي في كروم العنب كان يُنظر إلى تخمير النبيذ على أنه «مصطنع» لأنه لا يتطلب محفزًا إضافيًا ولكن المحفز الطبيعي كان موجودًا في الكرمة نفسها، زودت هذه الملاحظات باستير بفرضية عمل للتجارب المستقبلية.
إحدى العمليات الكيميائية التي درسها باستير كانت تخمير السكر إلى حمض اللاكتيك كما يحدث في تخمير الحليب، في تجربة أجريت عام 1857 تمكن باستير من عزل الكائنات الحية الدقيقة الموجودة في تخمير حمض اللاكتيك بعد حدوث العملية الكيميائية، ثم زرع باستير الكائنات الحية الدقيقة في مزرعة مع مختبره، ثم تمكن من تسريع عملية تخمير حمض اللاكتيك في الحليب الطازج عن طريق وضع العينة المزروعة فيه. كانت هذه خطوة مهمة في إثبات فرضيته القائلة بأن تخمير حمض اللاكتيك تم تحفيزه بواسطة الكائنات الحية الدقيقة.
جرب باستير أيضًا آليات خميرة البيرة في غياب النيتروجين العضوي من خلال إضافة خميرة البيرة النقية إلى محلول من قصب السكر وملح الأمونيوم ورماد الخميرة، تمكن باستير من مراقبة عملية التخمير الكحولي بجميع منتجاته الثانوية المعتادة: الجلسرين وحمض السكسينيك وكميات صغيرة من السليلوز والمسائل الدهنية، ومع ذلك إذا تمت إزالة أي من المكونات من المحلول فلن يحدث تخمي. بالنسبة إلى باستير كان هذا دليلًا على أن الخميرة تتطلب النيتروجين والمعادن والكربون من الوسط لعمليات التمثيل الغذائي مما يؤدي إلى إطلاق حمض الكربونيك والكحول الإيثيلي كمنتجات ثانوية، كان هذا أيضًا دحضًا لنظرية ليبيغ حيث لم يكن هناك مادة زلالية موجودة في الوسط، أي لم يكن تحلل الخميرة هو القوة الدافعة للتخمير المرصود.

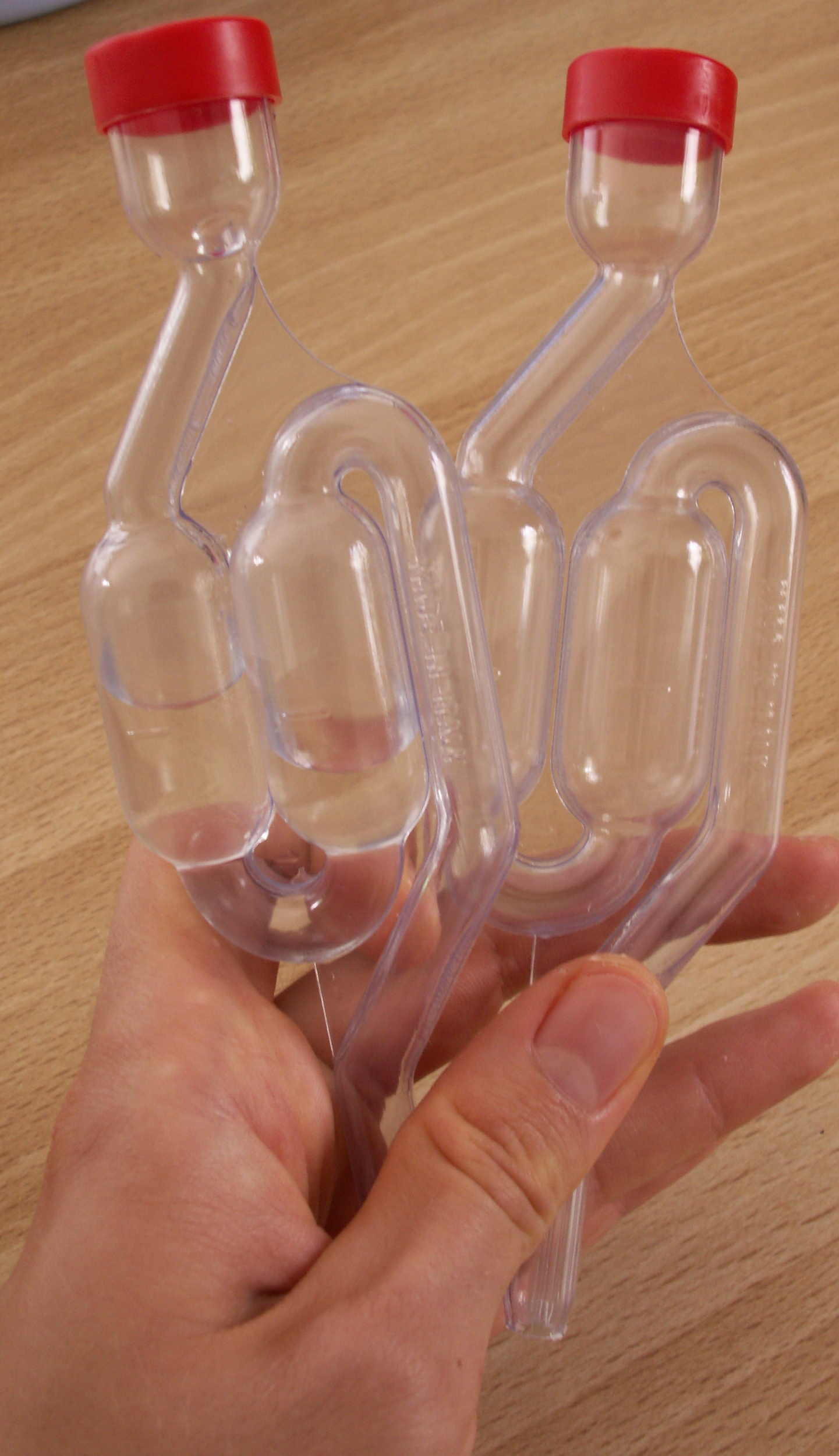
قفل التخمير، مثال على آلة عنق منحنية تستخدم في التخمير اليوم.

## باستور والتوليد التلقائي
قبل ستينيات وسبعينيات القرن التاسع عشر -عندما نشر باستور عمله حول هذه النظرية- كان يُعتقد أن الكائنات الحية الدقيقة وحتى بعض الحيوانات الصغيرة مثل الضفادع يمكن أن تتولد تلقائيًا، تم تفسير التولد التلقائي تاريخياً بعدة طرق، افترض أرسطو -الفيلسوف اليوناني القديم- أن المخلوقات ظهرت من اختلاطات معينة من العناصر الأرضية مثل اختلاط الطين أو الطين بالماء وضوء الشمس، وفي وقت لاحق جادل فيليكس بوشيه بوجود «قوى بلاستيكية» داخل حطام النبات والحيوان قادرة على إنتاج البيض تلقائيًا وولدت كائنات جديدة من هذه البيض، علاوة على ذلك كان من الأدلة الشائعة التي يبدو أنها تدعم النظرية ظهور اليرقات على اللحوم النيئة بعد أن تُركت معرضة للهواء الطلق.
في ستينيات وسبعينيات القرن التاسع عشر بدأ باستور تجارب التوليد التلقائي مما قاده إلى انتقاد نظريات بوتشيت وإجراء تجارب خاصة به، في تجربته الأولى أخذ ماء الخميرة المغلي المحلى وأحكم سدها في مانع تسرب الهواء، ترك الخليط الهواء الساخن والمعقم دون تغيير، بينما أدى إدخال الغبار الجوي إلى ظهور الميكروبات والعفن داخل الخليط، تم تعزيز هذه النتيجة أيضًا من خلال حقيقة أن باستير استخدم الأسبستوس -وهو شكل من أشكال المواد غير العضوية تمامًا- لحمل الغبار الجوي، في تجربة ثانية استخدم باستير نفس القوارير وخليط خميرة السكر لكنه تركه خاملاً في قوارير «عنق البجعة» بدلاً من إدخال أي مادة دخيلة، تم إبقاء بعض القوارير مفتوحة للهواء المشترك كمجموعة تحكم، وأظهرت نمو العفن والميكروبات خلال يوم أو يومين، عندما فشلت قوارير عنق البجعة في إظهار نفس هذه الزيادات الميكروبية خلص باستير إلى أن بنية العنق تمنع مرور الغبار الجوي إلى المحلول، استنتج باستور من التجربتين أن الغبار الجوي يحمل جراثيم مسؤولة عن «التكاثر التلقائي» في مرقه، وهكذا قدم عمل باستور دليلاً على أن النمو الناشئ للبكتيريا في مرق المغذيات ناتج عن التولد الحيوي بدلاً من شكل من أشكال التوليد التلقائي.

## تطبيقات
اليوم تُستخدم عملية التخمير في العديد من التطبيقات اليومية بما في ذلك الأدوية والمشروبات والأطعمة، حاليًا تستخدم شركات مثل «جينينكور الدولية» إنتاج الإنزيمات المتضمنة في التخمير لتحقيق إيرادات تزيد عن 400 مليون دولار سنويًا، يتم إنتاج العديد من الأدوية مثل المضادات الحيوية من خلال عملية التخمير مثال على ذلك هو دواء الكورتيزون المهم، والذي يمكن تحضيره عن طريق تخمير الستيرويد النباتي المعروف باسم ديوسجينين.

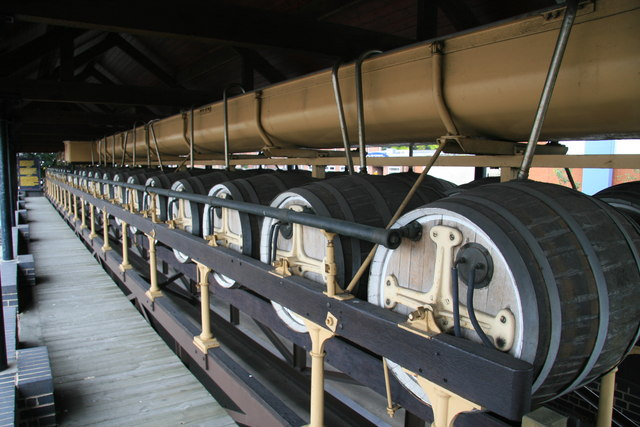
نظام التخمير بيرتون يونيون، مركز زوار كورس

يتم توفير الإنزيمات المستخدمة في التفاعل بواسطة العفن رازية رندية، وكما هو شائع فإنه يتم أيضًا إنتاج الكحول بجميع أنواعه وعلاماته التجارية عن طريق التخمر والتقطير، ويُعد المسكرات غير المرخصة مثالًا كلاسيكيًا على كيفية تنفيذ ذلك، أخيرًا يتم تصنيع الأطعمة مثل الزبادي من خلال عمليات التخمير أيضًا، الزبادي هو منتج حليب مخمر يحتوي على الثقافات البكتيرية المميزة Lactobacillus bulgaricus و Streptococcus thermopiles.